# Zoluška
Zoluška (Золушка) è un film del 1947 diretto da Nadežda Nikolaevna Koševerova e Michail Šapiro, tratto dalla fiaba Cenerentola di Charles Perrault.

## Trama
La giovane Cenerentola, maltrattata dalla matrigna, ha la sua occasione di recarsi al ballo reale grazie alla sua fata madrina.